# Capitán general de la Iglesia
El capitán general de la Iglesia (en italiano: Capitano Generale de la Chiesa) fue el comandante en jefe de facto de los ejércitos papales durante la Edad Media. El cargo generalmente se otorgaba a un noble italiano o de otro tipo con una reputación militar profesional o (más tarde) un pariente del papa. La oficina paralela de confaloniero de la Iglesia era más un honor formal y ceremonial que la responsabilidad de un líder táctico militar. 
El papa Inocencio XII eliminó el cargo, junto con el de capitán general de la Iglesia, y los reemplazó por el de Porta bandera de la Santa Iglesia Romana (en italiano: Vessilifero di Santa Romana Chiesa), que posteriormente se convirtió en hereditario en el Naro Patrizi.

## Capitanes generales de la Iglesia
| Capitán General                                       | Retrato                | Nominado por               | Notas |
| ----------------------------------------------------- | ---------------------- | -------------------------- | --- |
| Guillermo Durando                                     |                        | Martín IV (1281-1285)      | [ 1 ] |
| Jaime II de Aragón                                    |                        | Bonifacio VIII (1294-1303) | El Gonfaloniere, fue Almirante de la Flota Pontificia y Capitán General de la Iglesia; dirigió la guerra contra su hermano en Sicilia participando victoriosamente en las Vísperas sicilianas. |
| Felipe VI de Francia                                  |                        | Benedicto XII (1334-1342)  | Circa agosto 1336 |
| Juan Fernández de Heredia                             |                        | Inocencio VI (1352-1362)   | [ 5 ] |
| Daniel Del Carretto                                   |                        | Gregorio XI (1370-1378)    | [ 6 ] |
| Carlos I Malatesta                                    |                        | Bonifacio IX (1389-1404)   | Vicario temporal y capitán general de la Iglesia. |
| Andrea Fortebraccio                                   |                        | Gregorio XII (1406-1415)   | Nombrado en 1414; «Utilizó el ejército pontífico para tomar Perugia, que guardó para si mismo». |
| Ranuccio Farnese il Vecchio                           |                        | Eugenio IV (1431-1447)     | Nombrado en 1435; abuelo de Paulo III |
| Niccolò Piccinino                                     |                        | Eugenio IV (1431-1447)     | Nombrado el 7 de junio de 1442; Condotiero; fue también comandante del ejército de Milán, considerándole uno de los primeros símbolos de la alianza posterior entre Milán y los Estados pontificos. |
| Jacques Cœur                                          |                        | Nicolás V (1447-1455)      | Murió en el cargo. |
| Lodovico Trevisano                                    |                        | Calixto III (1455-1458)    | Trevisano jugó un rol determinante en la organización de la campaña naval contra los otomanos en diciembre de 1455 y se le considera el responsable de construir la primera flota verdaderamente pontifica, siendo llamado: «Vínculo apostólico, gobernador General, Capitán y Condotiero General». |
| Pedro Luis de Borja                                   |                        | Calixto III (1455-1458)    | También fue Prefecto de Roma. |
| Antonio Piccolomini                                   |                        | Pío II (1458-1464)         | Hijo de la hermana de Pio II, Laudomia; se sabe que tenía un presupuesto anual de 2 000 ducados y que era castellano del castillo de Sant'Angelo; llegó a tener el título de Príncipe y Duque de Amalfi dentro del reino de Nápoles. |
| Napoleone Orsini (Primer nombramiento)                |                        | Pío II (1458-1464)         | Distinguido en la campaña contra la familia Colonna. |
| Girolamo Riario                                       |                        | Sixto IV (1471-1484)       | Uno de los conspiradores de la conspiración de los Pazzi. Era hermano del cardenal nepote Pedro Riario. Fue despojado del título poco después del nombramiento. |
| Napoleone Orsini (Segundo nombramiento)               |                        | Sixto IV (1471-1484)       | En el año 1470 construirá el Castillo Orsini en su feudo de Bracciano. |
| Giovanni della Rovere                                 |                        | Inocencio VIII (1484-1492) | Desde diciembre de 1484. Era sobrino de Sixto IV. Fue cesado en 1487 por sospechas de deslealtad al papa. |
| Francisco Cybo                                        |                        | Inocencio VIII (1484-1492) | Desde el 1488. Hijo ilegítimo de Inocencio VIII |
| Roberto Eustachio                                     |                        | Inocencio VIII (1484-1492) | Antes de prestar servicio a Milán, dirigió la campaña contra Alfonso II de Nápoles y estuvo al servicio de la República de Venecia. |
| Niccolò di Pitigliano                                 |                        | Inocencio VIII (1484-1492) | Nombrado el 27 de junio de 1489 durante la guerra contra Fernando I de Nápoles. |
| Juan de Borja                                         |                        | Alejandro VI (1492-1503)   | Hijo del pontífice; Duque de Gandia; asesinado, se cree, por su hermano César. |
| César Borgia                                          |                        | Alejandro VI (1492-1503)   | Hijo del Papa; anterior cardenal; acusado del asesinato de su hermano Juan. Julio II, il "Papa Guerriero", si rifiutò di confermare Cesare dopo la sua elezione. Fue también Capitán General del reino de Navarra. |
| Francesco Maria I della Rovere (Primer nombramiento)  |                        | Julio II (1503-1513)       | Hijo de Giovanni, capitán en 1487. Fue adoptado por el duque de Urbino Guidobaldo. Tuvo el cargo hasta un año después de la muerte de Julio II. Se le pagaron 13.844 ducados anuales más otros 30.000 por su condotta de 200 infantes y 100 hombres de armas |
| Alfonso I de Este                                     |                        | Julio II (1503-1513)       | Ostentó también el cargo de Alférez de la Iglesia y era miembro de la Orden de San Miguel. |
| Francesco II Gonzaga                                  |                        | Julio II (1503-1513)       | Se distinguió en el asedio a la ciudad de Bolonia en el 1509. |
| Juliano II de Médicis                                 |                        | León X (1513-1521)         | El hijo de Juliano de Médici, Julio (futuro Papa Clemente VII), fue legado ante el ejército. |
| Lorenzo II de Médici, duque de Urbino                 |                        | León X (1513-1521)         | Nombrado tras la muerte de Juliano en 1516; fue comandante de las fuerzas papales en la primera fase de la Guerra de Urbino (1517) hasta que resultó herido. |
| Bernardo Dovizi                                       |                        | León X (1513-1521)         | Nombrado en sustitución del herido Lorenzo; dirigió el ejército papal en la Guerra de Urbino (1517) |
| Federico II Gonzaga                                   |                        | León X (1513-1521)         | A pesar de ser nombrado para el cargo, el mando efectivo del Ejército Papal perteneció a Prospero Colonna; y en 1527 siguiendo el avance de las tropas de los lansquenetes, en su cargo de marqués de Mantua no opuso ninguna resistencia a las tropas imperiales (como sí hizo con la tropa del condotiero Juan de Médicis), que se dirigieron a la ciudad de Roma donde se produjo el sangriento Saqueo de Roma. Tras ello fue despojado de su cargo, pero el emperador del Sacro Imperio elevó el título de marqués a duque. |
| Federico II Gonzaga                                   | Adriano VI (1522-1523) |                            | A pesar de ser nombrado para el cargo, el mando efectivo del Ejército Papal perteneció a Prospero Colonna; y en 1527 siguiendo el avance de las tropas de los lansquenetes, en su cargo de marqués de Mantua no opuso ninguna resistencia a las tropas imperiales (como sí hizo con la tropa del condotiero Juan de Médicis), que se dirigieron a la ciudad de Roma donde se produjo el sangriento Saqueo de Roma. Tras ello fue despojado de su cargo, pero el emperador del Sacro Imperio elevó el título de marqués a duque. |
| Francesco Maria I della Rovere (Segundo nombramiento) |                        | Clemente VII (1523-1535)   | Ya capitán en la década 1503-1513, fue rebautizado por Clemente VII después de que León X le arrebatara el ducado de Urbino y se lo reasignara Adriano VI. |
| Pedro Luis Farnesio                                   |                        | Paulo III (1534-1549)      | Nombrado el 2 de febrero de 1537. Hijo de Paulo III y militar renombrado, habiendo sido gonfaloniero desde enero de 1535. Mantuvo ambos títulos. |
| Giambattista del Monte                                |                        | Julio III (1550-1552)      | Sobrino de Julio III |
| Guidobaldo II della Rovere                            |                        |                            | [ 33 ] |
| Giovanni Carafa                                       |                        | Paulo IV (1555-1559)       | Duque de Paliano. Nombrado tras la dimisión de Guidobaldo, sobrino de Paulo IV. Descrito como un «afable incompetente», aunque mantuvo el título en algún momento de la duración, sus labores fueron ocupadas por su primo Antonio Carafa. |
| Camilo Orsini                                         |                        | Paulo IV (1555-1559)       | Nombrado a su vez gobernador de Roma. |
| Michele II Bonelli                                    |                        | Pio V (1566-1572)          | Sobrino ex sorore de Pío V. Hermano del cardenal nepote Michele Bonelli. |
| Marco Antonio Colonna                                 |                        | Gregorio XIII (1572-1585)  | Lideró la flota pontifica en la famosa batalla de Lepanto de 1571. |
| Giacomo Boncompagni                                   |                        | Gregorio XIII (1572-1585)  | Hijo del pontífice Gregorio XII. |
| Ercole Sfondrati                                      |                        | Gregorio XIV (1590-1591)   | Duque de Montemarciano. Tuvo el título hasta su muerte. |
| Appio Conti                                           |                        | Clemente VIII (1592-1605)  | Militar al servicio de Alejandro Farnesio en Flandes, en el 1592 es llamado a Roma para conducir la expedición pontifica a Francia. |
| Juan Francisco Aldobrandini                           |                        | Clemente VIII (1592-1605)  | Sobrino del Pontífice, mantuvo el título hasta su muerte en 1601. Parte del cuerpo expedicionario contra los otomanos en Hungría (parte de la guerra Larga) y aliado con las tropas imperiales de Rodolfo II de Habsburgo. |
| Nicolás Ludovisi                                      |                        | Gregorio XV (1621-1623)    | Sobrino del Pontífice, recibió junto al cargo el título de castellano de Sant'Angelo. Fue el comandante de la flota pontificia y llevó a cabo varias operaciones bajo el mando del Imperio español. Nombrado en mayo de 1659 lugarteniente del ejército y capitán general de la Corona de Aragón. Se encargó de las tropas españolas contra Portugal. |
| Taddeo Barberini                                      |                        | Urbano VIII (1623-1644)    | Nieto del Pontífice, también ocupó el cargo de confaloniero de la Iglesia. En 1641, tras el estallido del conflicto contra los Farnese, ocupó el Ducado de Castro con las tropas pontificas. |
| Camillo Francesco Maria Pamphili                      |                        | Inocencio X (1644-1655)    | Sobrino del Pontífice, después renunció al cargo para convertirse en cardenal. |
| Agostino Chigi                                        |                        | Alejandro VII (1655-1667)  | Nieto del Pontífice. |
| Camillo Rospigliosi                                   |                        | Clemente IX (1667-1669)    | Hermano del Pontífice. Era caballero de la Orden Militar de San Esteban. |
| Gaspare Paluzzi Albertoni Altieri                     |                        | Clemente X (1670-1676)     | Nieto del Pontífice. |
| Livio Odescalchi                                      |                        | Inocencio XI (1676-1689)   | Tuvo su bautismo de fuego militar en las filas imperiales de la batalla de Kahlenberg donde obtuvo una gran victoria, tanto así que obtuvo el collar de la Orden del Toisón de Oro (haciéndolo a su vez, Grande de España) y su nombramiento como príncipe imperial, unido al título de Duque de Sirmia, y tras este gran éxito, fue también confaloniero de la Iglesia, duque de Bacciano, duque de Ceri y candidato al trono de Polonia (perdió contra Augusto el Fuerte).                                                    |
| Antonio Ottoboni                                      |                        | Alejandro VIII (1689-1691) | Sobrinos del Pontífice. |
| Marco Ottoboni                                        |                        | Alejandro VIII (1689-1691) | Sobrinos del Pontífice. |
| Giuseppe Lotaro Conti                                 |                        | Inocencio XIII (1721-1724) | Hermano del Pontífice. |